# Le Journal de Montréal
Le Journal de Montréal é um jornal diário publicado em Montreal, Quebec, Canadá. É o jornal de maior circulação em língua francesa da América do Norte. Estabelecido por Pierre Péladeau em 1964, hoje é propriedade da Sun Media divisão da Quebecor Media.  É também o maior jornal no formato tabloide do Canadá.